# Алакозов, Тимофей Иванович
Тимофей Иванович Алакозов (1862 — ?) — член Государственной думы II созыва от Екатеринославской губернии, крестьянин.

## Биография
Православный, крестьянин села Мангуш Мариупольского уезда Екатеринославской губернии. 
Учился в народном училище и Мариупольском духовном училище, затем окончил шесть классов гимназии. Занимался земледелием (имел 16 десятин земли), в течение девяти лет состоял волостным старшиной. Находился в тюремном заключении за «политическую неблагонадежность».
6 февраля 1907 года был избран во II Государственную думу от общего состава выборщиков Екатеринославской губернии. Входил в Трудовую группу и фракцию Крестьянского союза. Состоял членом комиссии по местному управлению и самоуправлению.
Судьба после роспуска II Думы неизвестна.